# The Raven That Refused to Sing (And Other Stories)
The Raven That Refused to Sing (And Other Stories) è il terzo album in studio del cantautore britannico Steven Wilson, pubblicato il 25 febbraio 2013 dalla Kscope.

## Descrizione
Prodotto da Wilson stesso insieme a Alan Parsons, che lavorò coi Pink Floyd a The Dark Side of the Moon come tecnico del suono, l'album è costituito da sei brani che si basano su storie soprannaturali. Le demo dell'album sono state composte tra gennaio e luglio 2012 (alcuni elementi sono stati successivamente inseriti nelle versioni definitive dei sei brani), mentre tra 15 e il 21 settembre dello stesso anno si sono tenute le sessioni di registrazione dell'album presso gli East West Studios di Los Angeles. Le sezioni orchestrali sono state invece registrate il 17 ottobre presso gli Angel Studio di Londra, mentre le ultime sovraincisioni sono state effettuate ai No Man's Land sempre nel mese di ottobre 2012.
L'album ha ricevuto critiche positive, ed è stato premiato come "Album progressive dell'anno" ai Progressive Music Awards 2013.

## I brani
Il brano d'apertura Luminol parla di un musicista di strada, che, secondo Wilson, è «lì ogni singolo giorno. Non importa che clima ci sia; lui è sempre lì, a suonare la sua chitarra acustica e quelle canzoni. Neve, pioggia, burrasca – niente lo distoglierà dal trovarsi nel suo angolo... È quel tipo di individuo talmente inquadrato nella sua routine che nemmeno la morte potrebbe fermarlo». Wilson ha inoltre esaminato l'idea di «qualcuno che potrebbe essere un fantasma nella vita, così come lo si è nella morte, qualcuno di talmente ignorato finanche nella propria esistenza – che difficilmente la morte farebbe la differenza, né spezzerebbe la routine».
Drive Home si basa su un suggerimento del disegnatore Hajo Mueller. Tratta di «una coppia di ragazzi che viaggia in auto di notte, molto innamorati; il ragazzo sta guidando, e la sua partner – sua moglie, la sua fidanzata o chiunque ella sia – si trova sul sedile del passeggero, e il minuto seguente è svanita. Il fantasma della ragazza ritorna dicendo "Adesso ti farò ricordare ciò che è accaduto quella notte". Ci fu un tremendo incidente d'auto, ed ella morì, eccetera, eccetera – ancora, l'idea del trauma che porta ad una parte perduta nella vita di questo ragazzo. Non riesce a rapportarsi alla realtà di ciò che è accaduto, così la blocca – come prendere un'audiocassetta e tagliarne un grande pezzo di nastro».
Il terzo brano, The Holy Drinker, riguarda «un tizio molto devoto, religioso, moralista ed ipocrita. Sto pensando a qualcuno di simile agli evangelisti televisivi, individui pronti a dire alle persone che stanno vivendo le proprie vite in maniera sbagliata, che si stanno perdendo qualcosa perché non credono in Dio o a chiunque altro». Secondo Wilson, l'uomo, sebbene critichi lo stile di vita degli altri, è egli stesso un alcolista, che involontariamente sfida il diavolo in una gara di bevute, con conseguenze disastrose: «ovviamente, non si può battere il diavolo in una gara di bevute – non lo si può battere in nulla – e così egli perde e viene trascinato all'Inferno».
The Pin Drop affronta il concetto che «si può stare con qualcuno perché è rassicurante e conveniente, non perché vi sia alcuna empatia o amore». Wilson spiega che il brano è «sostanzialmente cantato da una moglie. Lei è defunta, è stata gettata nel fiume dal marito e sta galleggiando in acqua mentre canta il brano – dall'aldilà, dall'oltretomba, per così dire». Il brano prende in esame «l'idea [...] che a volte in una relazione vi può essere talmente tanta tensione, talmente tanto rancore od odio taciuto, che la più piccola cosa può innescare un episodio violento, ed in questo caso, un episodio che termina in tragedia. Il suono di una spilla che cade sul pavimento può diventare ciò che istiga la furia».
Dello stesso canto anche il seguente brano The Watchmaker, il quale narra la storia di un orologiaio definito «meticoloso nella sua arte, che non ha mai alcun tipo di esplosione emotiva, né esprime violenza od altre emozioni estreme». A un certo punto, il protagonista, dopo essere stato insieme per oltre 50 anni con la moglie, «finisce per ucciderla e seppellirla sotto le assi del pavimento del suo studio. Ma, ovviamente, ella ritorna, perché essendo stata con lui 50 anni non lo lascerà di certo andare adesso». Il brano si conclude quando «la moglie torna indietro per prendere l'uomo e portarlo con sé, la quale»", Wilson suggerisce, «è comunque un'altra classica storia di fantasmi, in un certo senso».
La traccia che dà il titolo all'album parla di un «uomo anziano, alla fine della sua vita, che aspetta di morire. Egli ripensa ai tempi della sua giovinezza, in cui era molto affezionato a sua sorella maggiore. Ella era tutto, per lui; ed allo stesso modo lui per lei. Sfortunatamente, ella morì quando erano ancora entrambi molto giovani». L'uomo inizia a convincersi che un corvo, che visita il suo giardino, è qualcosa come «un simbolo o una manifestazione di sua sorella. Il punto è: sua sorella cantava per lui ogni qualvolta egli si sentisse impaurito od insicuro, calmandolo. Nella sua ignoranza, egli decise che se fosse riuscito a far cantare il corvo per lui, avrebbe ottenuto la prova finale che esso era, di fatto, sua sorella tornata a prenderlo per portarlo con lei nell'altra vita».

## Tracce
Testi e musiche di Steven Wilson.
1. Luminol – 12:10
2. Drive Home – 7:37
3. The Holy Drinker – 10:13
4. The Pin Drop – 5:03
5. The Watchmaker – 11:42
6. The Raven That Refused to Sing – 7:57

Traccia bonus nell'edizione giapponese e in quella di iTunes
1. The Holy Drinker (Demo Version) – 9:47

Contenuto bonus nell'edizione deluxe
- CD bonus

1. Luminol (Demo Version) – 13:05
2. Drive Home (Demo Version) – 6:57
3. The Holy Drinker (Demo Version) – 9:47
4. Clock Song (Unused Idea) – 4:30
5. The Pin Drop (Demo Version) – 5:15
6. The Watchmaker (Demo Version) – 12:25
7. The Raven That Refused to Sing (Demo Version) – 8:00

- DVD

1. Luminol – 12:10
2. Drive Home – 7:37
3. The Holy Drinker – 10:13
4. The Pin Drop – 5:03
5. The Watchmaker – 11:42
6. The Raven That Refused to Sing – 7:57
7. Art Gallery
8. Photo Gallery
9. Studio Documentary

- BD

1. Luminol – 12:10
2. Drive Home – 7:37
3. The Holy Drinker – 10:13
4. The Pin Drop – 5:03
5. The Watchmaker – 11:42
6. The Raven That Refused to Sing – 7:57
7. Luminol (Instrumental) – 12:10
8. Drive Home (Instrumental) – 7:37
9. The Holy Drinker (Instrumental) – 10:13
10. The Pin Drop (Instrumental) – 5:03
11. The Watchmaker (Instrumental) – 11:42
12. The Raven That Refused to Sing (Instrumental) – 7:57
13. Drive Home (Lounge Version)
14. Art Gallery
15. Photo Gallery
16. Studio Documentary

## Formazione
Musicisti
- Steven Wilson – voce, mellotron, tastiera, chitarra, basso (traccia 3)
- Guthrie Govan – chitarra solista
- Nick Beggs – basso, cori, Chapman Stick (traccia 3)
- Adam Holzman – Fender Rhodes, organo Hammond, pianoforte, minimoog
- Marco Minnemann – batteria, percussioni
- Theo Travis – flauto, sassofono, clarinetto
- Dave Stewart – arrangiamento strumenti ad arco
- The London Session Orchestra – strumenti ad arco
- Jakko Jakszyk – voce aggiuntiva (tracce 1 e 5)
- Alan Parsons – chitarra haw-haw (traccia 3)

Produzione
- Steven Wilson – produzione, missaggio
- Alan Parsons – produzione, ingegneria del suono
- Brendan Delson – assistenza tecnica

## Classifiche
| Classifica (2013)          | Posizione massima |
| -------------------------- | ----------------- |
| Austria                    | 23                |
| Belgio (Fiandre)           | 61                |
| Belgio (Vallonia)          | 47                |
| Finlandia                  | 17                |
| Francia                    | 69                |
| Germania                   | 3                 |
| Italia                     | 94                |
| Norvegia                   | 17                |
| Paesi Bassi                | 16                |
| Regno Unito                | 28                |
| Regno Unito (rock & metal) | 1                 |
| Spagna                     | 47                |
| Stati Uniti                | 57                |
| Stati Uniti (alternative)  | 13                |
| Stati Uniti (independent)  | 9                 |
| Stati Uniti (rock)         | 17                |
| Stati Uniti (tastemaker)   | 2                 |
| Svezia                     | 38                |
| Svizzera                   | 62                |